# Werner Zünd
Werner Zünd (23 januari 1948) is een Zwitsers voormalig voetballer en voetbalcoach.

## Carrière
Hij speelde van 1963 tot 1980 voor FC Rebstein als middenvelder en begon nadien zijn trainersloopbaan in de jeugd van die ploeg. Zünd werd in 1989 assistent-coach bij FC St. Gallen en oefende die positie uit onder tal van hoofdcoaches. Zo was hij assistent onder: Marcel Koller, Roger Hegi, Kurt Jara, Heinz Peischl, Uwe Rapolder, Leen Looyen, Gérard Castella, Heinz Bigler, Thomas Staub, René Weiler, Ralf Loose en Rolf Fringer. Hij was driemaal hoofdcoach maar telkens als interim. Hij stopte in 2007 als assistent-coach, in zijn periode bij de club waren er maar liefst 10 verschillende presidenten aan het hoofd van de club gepasseerd en twaalf trainers. 
Hij stond in 2009 kort als hoofdcoach op het veld van FC Gossau. Hij keerde terug naar St. Gallen en voerde nog tal van taken op de club uit zoals het bedrukken van de truitjes. Van 2017 tot 2018 was hij als assistent-coach naast Andy Giger actief bij FC Rebstein waar hij ook nog als voetballer actief was.